# Code Noir

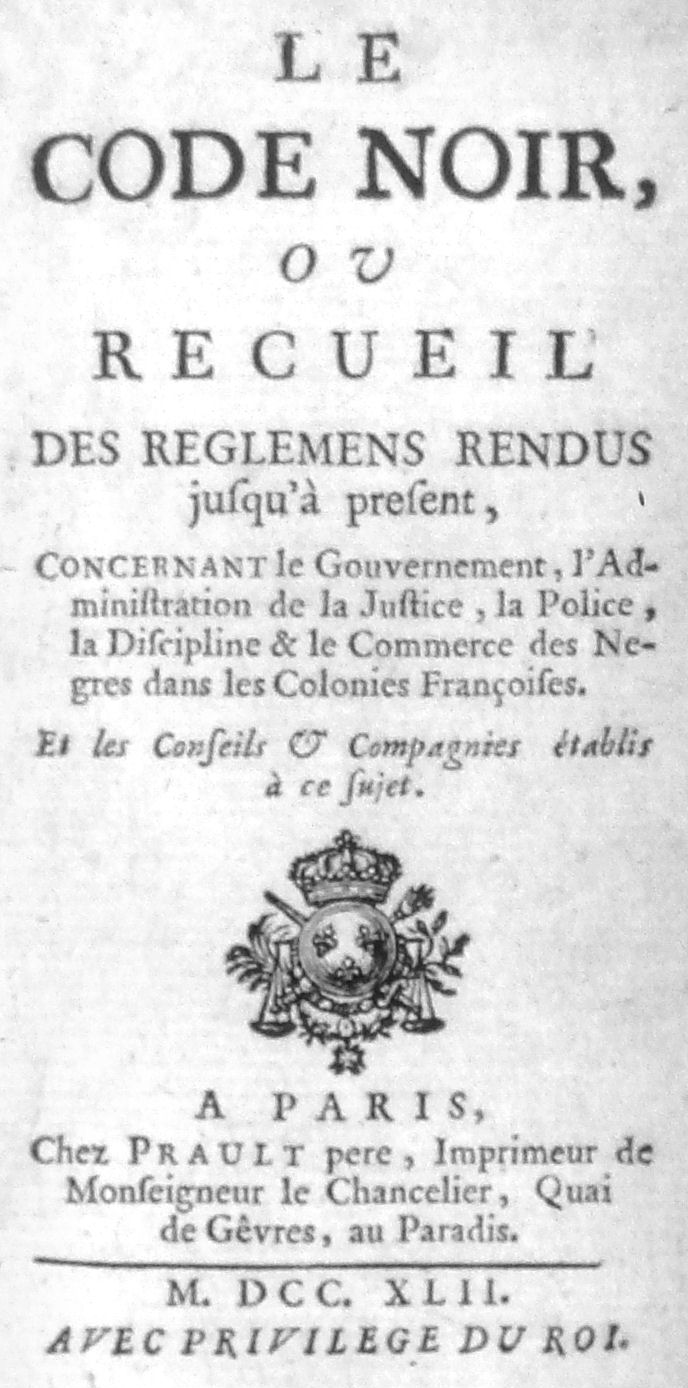
Le Code Noir, 1742 års utgåva.

Code Noir var ett dekret utfärdat av Ludvig XIV av Frankrike år 1685, som reglerade definitionen av och principerna kring slaveriet i det Franska kolonialimperiet. Den förbjöd all religion utom den katolska i Frankrikes kolonier, och beskrev en slavs och en slavägares rättigheter.  
Code Noir reglerade hur slavar kunde bestraffas och hur de kunde friges i enlighet med lagen. 
I vissa fall var Code Noir mindre strikt än liknande lagar i andra nationer med slaveri.  Dekretet stadgade att barnen till en fri kvinna och en manlig slav automatiskt var fria, medan avkomman till en fri man och en kvinnlig slav däremot var slavar – men också, att en ogift fri man som fick barn med en slavkvinna bör gifta sig med henne och på så sätt frige sina barn.  Dekretet anges som orsak till att fria färgade var vanligare – och både mer förmögna och bildade – i franska kolonier än i brittiska. 
Code Noir gällde fram till att Frankrike slutgiltigt avskaffade slaveriet i sina kolonier år 1848. 
Den 10 maj 2025, i samband med den nationella minnesdagen för slavhandeln, slaveriet och deras avskaffande, lovade Frankrikes premiärminister François Bayrou att avskaffa den svarta lagen om slaveri.